# Grupo escolar Cristóbal Valera
El Grupo escolar Cristóbal Valera es un edificio de corte clásico de mediados del siglo XX situado en la ciudad española de Albacete.

## Historia
El edificio fue proyectado en 1943 por el arquitecto Buenaventura Ferrando Castells por encargo de Cristóbal Valera, de ahí su nombre. La obra se desarrolló en 1945.

## Características
El edificio está situado en la céntrica plaza de La Veleta de la capital albaceteña. Presenta un corte clásico y una composición sencilla. Es la sede del colegio público Cristóbal Valera. Conserva las entradas separadas de niños y niñas, ya sin uso.